# ERko – Hnutie kresťanských spoločenstiev detí
eRko – Hnutie kresťanských spoločenstiev detí (eRko) ist ein katholischer Jugendverband, der einer der größten Jugendverbände in der Slowakei ist. eRko ist Mitglied im internationalen katholischen Dachverband katholischer Jugendverbände „Fimcap“.  eRko ist beim Innenministerium der Slowakischen Republik als Nichtregierungsorganisation registriert. eRko ist außerdem Mitglied der Coopération Internationale pour le Développement et la Solidarité (CIDSE), einem Dachverband katholischer Hilfswerke. eRko arbeitet als Kinder- und Jugendverband sowohl in römisch-katholischen als auch in griechisch-katholischen Pfarreien.

## Geschichte
- 1973: Während der kommunistischen Herrschaft in der Slowakei durften sich Katholiken nicht zu Verbänden zusammenschließen. Nichtsdestotrotz begannen einige Aktivisten 1973 Jugendarbeitsaktivitäten für Kinder aus christlichen Familien zu organisieren. Bis in die 1980er Jahre stieg die Anzahl dieser Aktivisten stetig und auf diese Weise entstand eine Untergrundbewegung. Ziel der Bewegung war es, Kindern zu helfen, eine reife Persönlichkeit zu entwickeln und dadurch zur Entwicklung der Kirche und der Gesellschaft, in der sie leben, beizutragen. Diese Bildungsarbeit beruhte auf der Grundlage christlicher Ideale.[4]
- 1989: Mit der Samtenen Revolution 1989 wuchsen die Freiheiten für die Einwohner der Slowakei, sich selbst zu organisieren. Auch die zuvor „illegalen“ christlichen Untergrundorganisationen begannen sich registrieren zu lassen und frei in der Öffentlichkeit zu arbeiten.[4]
- 1990: Nach dem Ende des Kalten Krieges wurde es möglich, dass sich eRko offiziell beim slowakischen Innenministerium als Nichtregierungsorganisation registriert.[1]
- 1995: Das Projekt Dobrá Novina (slowakisches Äquivalent zur deutschen Sternsingeraktion und der österreichischen Dreikönigsaktion) wurde gegründet.
- 1998: eRko wird Beobachtermitglied im internationalen Dachverband katholischer Jugendverbände „Fimcap“.[5]
- 1999: eRko organisierte die Kampagne „Peace for Sudan“. Im Rahmen der Kampagne schickten mehr als 10.000 Kinder aus der Slowakei, Kenia und Österreich Briefe mit einem Friedensappell an Präsident El-Bashir und Rebellenführer Garang.[6]
- 2002: In 2002 eRko entsandte drei Freiwillige to Nairobi, Kenia. Seit dieser Zeit gewann eRko Erfahrungen bei der Vorbereitung und Entsendung von Helfern an die Standorte der Entwicklungszusammenarbeit.[1]
- 2013: eRko wurde Mitglied in CIDSE.[7]
- 2015: eRko war Gastgeber für den EuroCourse der Fimcap 2015. Der Titel des Kurses ist „Enjoy your freedom!“.
- 2015: eRko feierte seinen 25. Geburtstag in Košice.

## Ziele
Ziel von eRko ist es, junge Menschen dabei zu unterstützen, Verantwortungsbewusstsein und eine reife christliche Persönlichkeit zu entwickeln, die die Gesellschaft, in der sie leben, konstruktiv mitgestalten. eRko will diese Ziele dadurch verwirklichen, dass junge Menschen als ehrenamtliche Gruppenleiter Verantwortung übernehmen, die ihren Gruppenkindern als Vorbilder dienen können. Die Kernwerte von eRko sind lebendiger Glauben, ehrenamtliche Arbeit, die Spaß macht, Respekt für das Leben, Verantwortungsbewusstsein und Vertrauen.

## Patrone
Die Patrone von eRko sind der Hl. Stephan, der Hl. Melchior und der Hl. Mark.

## Angebote
- Treffen in Ortsgruppen und Pfarreien
- Ausflüge, Faschingsfeiern, Sommerlager und weitere Aktivitäten
- Kurse, Workshops, Seminare und Trainings für junge Gruppenleiter[8]
- REBRIK ist eine christliche Zeitschrift für Kinder und wird in einer monatlichen Auflage von 12.000 Exemplaren herausgegeben.[4]
- LUSK ist eine christliche Zeitschrift für Gruppenleiter und wird in einer monatlichen Auflage von 12.000 Exemplaren herausgegeben.[4]
- Switch off TV, switch on yourself! Kampagne[10]
- Dobrá Novina (Deutsch: „Gute Neuigkeiten“ / „Frohe Botschaft“) ist die größte Sternsinger-Kampagne in der Slowakei und eine der größten Wohltätigkeitsaktionen von jungen Leuten in der Slowakei.[11]